# Abi prism collection
 (octobre 2024).
Si vous disposez d'ouvrages ou d'articles de référence ou si vous connaissez des sites web de qualité traitant du thème abordé ici, merci de compléter l'article en donnant les références utiles à sa vérifiabilité et en les liant à la section « Notes et références ».
 (novembre 2022).
Abi prism collection est le logiciel chargé de faire la collecte des données brutes d'électrophorèse sur le séquenceur de gène Abi prism 310.
Le logiciel permet :
- de faire son plan de plaque : noms des échantillons et position sur la plaque
- de lancer l'électrophorèse

Le logiciel effectue le pilotage de l'instrument afin de collecter les données brutes. La séquence des opérations est :
- fermeture du canal du gel bloc du côté de la cuve de tampon,
- coulage d'un nouveau polymère dans le capillaire entre chaque échantillon en agissant sur le piston relié à la seringue de polymère au niveau du gel block. Le vieux polymère est jeté dans le tube poubelle en position trois,
- réouverture du canal du gel block,
- positionnement dans le tube de la plaque correspondant à l'échantillon suivant,
- électro-injection dans le tube,
- rinçage de l'électrode et du capillaire,
- lancement de l'électrophorèse,
- collecte des données d'électrophorèse au bout d'un temps préprogrammé,
- arrêt de la collecte au bout d'un autre temps préprogrammé (30 minutes généralement en gene scan ou 3 heures en séquence)
- appel du programme d'analyse des données (gene-scan analysis ou sequencing analysis)
- passage à l'échantillon suivant : le cycle recommence